# Larrousse LH93
Chronologie des modèles (1993)
Venturi LC92 Larrousse LH94
La Larrousse LH93 est la monoplace de Formule 1 engagée par l'écurie française Larrousse dans le cadre du championnat du monde de Formule 1 1993. Propulsée par un moteur V12 Lamborghini, la LH93, première monoplace construite en interne par Larrousse, est une évolution de la Venturi LC92 conçue par le constructeur français Venturi. La LH93 est pilotée par le Français Philippe Alliot, remplacé en fin de saison par le Japonais Toshio Suzuki, et par le Français Érik Comas.

## Historique
Si la Larrousse LH93 s'avère être fiable, elle est cependant peu performante. L'écurie française marque ses premiers points de la saison lors de la quatrième manche du championnat, au Grand Prix de Saint-Marin, lors duquel Philippe Alliot, parti quatorzième, profite des nombreux abandons pour terminer cinquième, à deux tours du vainqueur Alain Prost. Son équipier Érik Comas abandonne au bout de dix-huit tours à la suite d'un problème lié à la pression d'huile après s'être élancé de la dix-septième place sur la grille,.
Il faut ensuite attendre la treizième épreuve de la saison, disputée en Italie, pour voir une Larrousse dans les points, puisque Comas, pourtant parti vingtième, profite également des nombreux abandons survenus lors de cette course pour franchir la ligne d'arrivée en sixième position à deux tours du vainqueur Damon Hill. Alliot, qualifié en seizième position, termine neuvième,.
Pour les deux dernières courses de la saison, Alliot est remplacé par le Japonais Toshio Suzuki, qui apporte une dotation de 600 000 francs à l'écurie française, alors à court de liquidités. Suzuki réalise sa meilleure performance lors du Grand Prix du Japon, où, élancé depuis la vingt-troisième place, il se classe douzième, alors que Comas, vingt-et-unième des qualifications, abandonne au dix-septième tour à la suite de la casse de son moteur Lamborghini,,.
À l'issue de la saison, Larrousse termine dixième du championnat du monde des constructeurs, avec trois points. Philippe Alliot se classe dix-septième du championnat des pilotes avec deux points, tandis qu'Érik Comas est vingt-et-unième avec un point.

## Résultats en championnat du monde de Formule 1

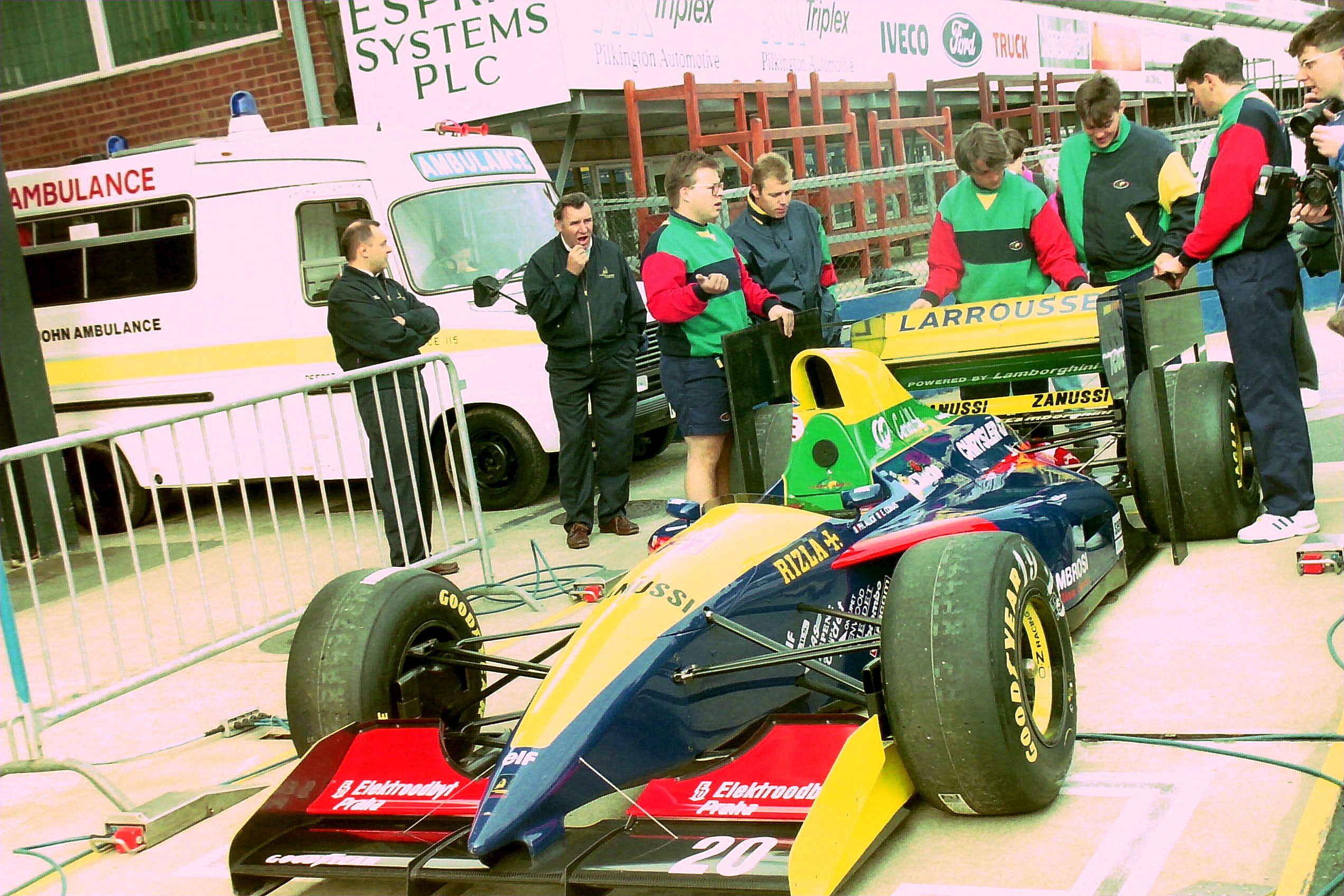
La Larrousse LH93 d'Érik Comas dans la voie des stands du circuit de Silverstone.

| Saison | Écurie       | Moteur               | Pneus    | Pilotes         | Courses | Courses | Courses | Courses | Courses | Courses | Courses | Courses | Courses | Courses | Courses | Courses | Courses | Courses | Courses | Courses | Points inscrits | Classement |
| Saison | Écurie       | Moteur               | Pneus    | Pilotes         | 1       | 2       | 3       | 4       | 5       | 6       | 7       | 8       | 9       | 10      | 11      | 12      | 13      | 14      | 15      | 16      | Points inscrits | Classement |
| ------ | ------------ | -------------------- | -------- | --------------- | ------- | ------- | ------- | ------- | ------- | ------- | ------- | ------- | ------- | ------- | ------- | ------- | ------- | ------- | ------- | ------- | --------------- | ---------- |
| 1993   | Larrousse F1 | Lamborghini 3512 V12 | Goodyear |                 | AFS     | BRÉ     | EUR     | SMR     | ESP     | MON     | CAN     | FRA     | GBR     | ALL     | HON     | BEL     | ITA     | POR     | JAP     | AUS     | 3               | 10e        |
| 1993   | Larrousse F1 | Lamborghini 3512 V12 | Goodyear | Philippe Alliot | Abd     | 7e      | Abd     | 5e      | Abd     | 12e     | Abd     | 9e      | 11e     | 12e     | 8e      | 12e     | 9e      | 10e     |         |         | 3               | 10e        |
| 1993   | Larrousse F1 | Lamborghini 3512 V12 | Goodyear | Toshio Suzuki   |         |         |         |         |         |         |         |         |         |         |         |         |         |         | 12e     | 14e     | 3               | 10e        |
| 1993   | Larrousse F1 | Lamborghini 3512 V12 | Goodyear | Érik Comas      | Abd     | 10e     | 9e      | Abd     | 9e      | Abd     | 8e      | 16e     | Abd     | Abd     | Abd     | Abd     | 6e      | 11e     | Abd     | 12e     | 3               | 10e        |

Légende : ici 